# 横須賀ブラジャー
横須賀ブラジャー（よこすかブラジャー）は、神奈川県横須賀市のご当地カクテル。ブランデーのジンジャーエール割り。
ご当地カクテルによる地域活性化の先鞭とされる。

## 概要
「飲むブラジャー」として界隈で親しまれている。
提供する店によって価格もまちまちでアレンジもされているが、「店に横須賀ブラジャーのポスターを貼ること」「専用グラスを使うこと」という決まりがある。また、横須賀ブラジャーシルクの場合は、独自開発した専用のジンジャーエールを使うことが決まりである。
なお、「ブラジャー」はブランデーとジンジャーエールからの合成語であり、最後の「ジャー」を上げて発音する。

## 歴史
2010年ごろの日本では、若い世代を中心とした「酒離れ」が叫ばれ、低価格居酒屋が台頭するなどで、既存のスナックやパブは苦戦を強いられていた。横須賀中央駅にほど近くにある小さな飲食店が立ち並ぶ飲み屋街「若松マーケット」も例外ではなく、店舗数は減少していた。飲食プロデューサーの子安大輔が神奈川県の商店街支援アドバイザーとして派遣されて来る。当初、若松マーケットの店主たちからは「商店街が暗いので街灯の設置」「お洒落な石畳の舗装に改装」といったハード面を整備の要望の声が上がっていた。ハード面の整備には費用と時間が掛かると、子安は知恵を絞った活性化に取り組むことを進言し、その頃、ハイボール人気が復権していたこともあり、若松マーケットの昭和のイメージを活かしたブランデーのジンジャーエール割りというご当地カクテルを提案した。「ブランデーのジンジャーエール割り」そのものはカクテルの1つとして世の中に存在していたわけであるが、そこにスナック街だからこそできる「遊び」‐『スナックのママさんが「ブラジャー」を提供する』という面白さがあるネーミング「横須賀ブラジャー」を加えた。若松マーケットの空気感が、いやらしさを感じさせず、笑い飛ばす感覚とマッチした。なお、「横須賀ブラジャー」のネーミングを聞かされた若松マーケット店主たちの中で、女性はまったく恥ずかしがっていなかったが、男性は戸惑っていた。
こうして、2011年11月11日に「横須賀ブラジャー」が誕生した。
2011年以前の若松マーケットの客層は圧倒的に50代から60代が多かったが、「横須賀ブラジャー」の誕生以降は30代の割合が圧倒的となっている。

## 種類
横須賀ブラジャー レギュラー
氷、ブランデー、ジンジャーエールを用いる。
横須賀ブラジャー シルク
2013年誕生。
独自開発した生ショウガをすりおろしたものが入ったジンジャーエールを用いたもの。
この他、カクテルの味を再現したキャンディーもある。

### アレンジ
提供する各店舗によってアレンジがされており、以下に例示する。
ホットブラ
炭酸水ではなく、お湯割りにする。
スライス入り
ブランデーの炭酸割りに生ショウガのスライスを入れる。
横須賀ブラジャーレモンレモン
ブランデー、ジンジャー、レモン炭酸で作る。炭酸と間違えてレモン炭酸を使ったことで誕生した。

### 「カップ」システム
店によっては「カップ」システムを導入している。
Aカップ、Bカップ、Cカップとカップ数が上がると使用するブランデーが高級になる。最上位はFカップでレミーマルタン使用。